# دييغو فيريرا
دييغو فيريرا (بالإسبانية: Diego Ferreira)‏ (4 مايو 1985 بمونتفيدو في الأوروغواي - ) هو لاعب كرة قدم أوروغواني في مركز الوسط. لعب مع أتليتيكو رافائيلا وتيغري وديفينسور سبورتينغ ونادي ليفربول وديبورتيس أنتوفاغاستا.

## وصلات خارجية
- دييغو فيريرا على موقع قاعدة بيانات كرة القدم.إي يو (الإنجليزية)
- دييغو فيريرا على موقع Soccerway.com (الإنجليزية)
- دييغو فيريرا على موقع عالم كرة القدم.نت (الإنجليزية)
- دييغو فيريرا على موقع AS.com (الإسبانية)